# هيدرولاز الكولويلجلايسين
في علم الإنزيمات، هيدرولاز الكولويلجلايسين (EC 3.5.1.24) هو إنزيم يحفز التفاعل الكيميائي
3alpha، 7alpha، 12alpha-trihydroxy-5beta-cholan-24-oylglycine + H2O ⇌{\displaystyle \rightleftharpoons } 3alpha,7alpha,12alpha-trihydroxy-5beta-cholanate + جليسين.
وبالتالي، فإن ركائز هذا الإنزيم هما 3alpha، 7alpha، 12alpha-trihydroxy-5beta-cholan-24-oylglycine وH2O، في حين أن منتجاته هي 3alpha، 7alpha، 12alpha-trihydroxy-5beta-cholanate وglycine.
ينتمي هذا الإنزيم إلى عائلة الهيدروليزات، التي تعمل على روابط نيتروجين الكربون بخلاف الروابط الببتيدية، وتحديدًا في الأميدات الخطية. الاسم المنهجي لفئة الإنزيم هذه هو 3alpha،7alpha،12alpha-trihydroxy-5beta-cholan-24-oylglycinemidohydrolase. وتشمل الأسماء الأخرى شائعة الاستخدام جليكوكولاز، وهيدرولاز الملح الصفراوي، وهيدرولاز الكولويلتورين. يشارك هذا الإنزيم في عملية التخليق الحيوي للحمض الصفراوي.

## الدراسات التركيبية:
اعتبارًا من أواخر عام 2007، تم حل 4 هياكل لهذه الفئة من الإنزيمات، مع رموز وصول PDB 2BJF، 2BJG، 2HEZ، و2HF0.

## بحث:
ربطت دراسة أجريت عام 2018 بين الإنزيم الموجود في بكتيريا الأمعاء والسمنة واستقلاب الكربوهيدرات الذي يهيمن على استقلاب الدهون.